# KF Laçi
KF Laçi é uma equipe albânia de futebol com sede em Laç. Disputa a primeira divisão da Albânia (Superliga Albanesa).
Seus jogos são mandados no Laçi Stadium, que possui capacidade para 4.500 espectadores.

## História
O KF Laçi foi fundado em 1960.

## Títulos
- 2 Copa da Albânia: 2013 e 2015.
- 2 Campeonato Albanês da 2ª Divisão: 2004 e 2009.
- 1 Supercopa da Albânia: 2015

## Jogadores em destaque
- Estados Unidos Kyrian Nwabueze: artilheiro da Superliga Albanesa 2019-20.
- Albânia Regi Lushkja
- Nigéria Segun Adeniyi